# Journal of Pharmacology and Experimental Therapeutics
O Journal of Pharmacology and Experimental Therapeutics (também conhecido como JPET) é uma revista científica revisada por pares que cobre farmacologia. É publicado desde 1909 pela Sociedade Americana de Farmacologia e Terapêutica Experimental (ASPET). A revista publica principalmente artigos de pesquisa originais e aceita artigos cobrindo todos os aspectos das interações de produtos químicos com sistemas biológicos.
John Jacob Abel fundou a ASPET em dezembro de 1908 quando convidou 18 farmacologistas para seu laboratório a fim de organizar uma nova sociedade. Ao final da reunião, Abel anunciou a criação do JPET.
De acordo com o Journal Citation Reports, a revista recebeu um fator de impacto de 3 561 em 2020.